# ISO 3166-2:KN
ISO 3166-2:KN – kody ISO 3166-2 dla podjednostek administracyjnych Saint Kitts i Nevis.
Kody ISO 3166-2 to część standardu ISO 3166 publikowanego przez Międzynarodową Organizację Normalizacyjną. Kody te są przypisywane głównym jednostkom podziału administracyjnego, takim jak np. województwa czy stany, każdego kraju posiadającego kod w standardzie ISO 3166-1. 
Aktualnie (2020) dla Saint Kitts i Nevis zdefiniowano kody dla 14 parafii. 
Pierwsza część oznaczenia to kod Saint Kitts i Nevis zgodnie z ISO 3166-1, natomiast druga część oznaczenia znajdująca się po myślniku to jednoliterowy kod wyspy lub dwucyfrowy jednostki administracyjnej. 

## Kody ISO

### Kody dla wysp
| Kod ISO | Nazwa jednostki administracyjnej |
| ------- | -------------------------------- |
| KN-K    | Saint Kitts                      |
| KN-N    | Nevis                            |

### Kody dla parafii
| Kod ISO | Nazwa jednostki administracyjnej | Lokalizacja jednostki administracyjnej |
| ------- | -------------------------------- | -------------------------------------- |
| KN-01   | Christ Church Nichola Town       | Saint Kitts                            |
| KN-02   | Saint Anne Sandy Point           | Saint Kitts                            |
| KN-03   | Saint George Basseterre          | Saint Kitts                            |
| KN-04   | Saint George Gingerland          | Nevis                                  |
| KN-05   | Saint James Windward             | Nevis                                  |
| KN-06   | Saint John Capisterre            | Saint Kitts                            |
| KN-07   | Saint John Figtree               | Nevis                                  |
| KN-08   | Saint Mary Cayon                 | Saint Kitts                            |
| KN-09   | Saint Paul Capisterre            | Saint Kitts                            |
| KN-10   | Saint Paul Charlestown           | Nevis                                  |
| KN-11   | Saint Peter Basseterre           | Saint Kitts                            |
| KN-12   | Saint Thomas Lowland             | Nevis                                  |
| KN-13   | Saint Thomas Middle Island       | Saint Kitts                            |
| KN-15   | Trinity Palmetto Point           | Saint Kitts                            |